# Elia II del Maine
Elia d'Angiò, in francese Élie II d'Anjou (1115 circa – 15 gennaio 1151) fu conte del Maine per alcuni mesi, dal 1150 fino alla sua morte.

## Origine
L'arcivescovo, Guglielmo, della città di Tiro, nell'odierno Libano, nel suo Historia rerum in partibus transmarinis gestarum ce lo presenta come figlio maschio secondogenito del conte d'Angiò e conte di Tours, conte consorte e poi conte del Maine ed infine reggente del Principato di Antiochia e re consorte del Regno di Gerusalemme, Folco il Giovane, e della contessa del Maine, Eremburga, figlia unica del conte del Maine, Elia I e di Matilde, come riporta nella sua Historia Ecclesiastica, Pars II, Liber IV del monaco e storico medievale, Orderico Vitale, signora di Château-du-Loir, figlia di Gervaso, signore di Château-du-Loir.
Folco il Giovane, come conferma Guglielmo di Tiro, nel suo Historia rerum in partibus transmarinis gestarum e anche secondo la Chronica Albrici Monachi Trium Fontium, era figlio del Conte di Angiò e conte di Tours, Folco IV il Rissoso e, come ci conferma la Chronica de Gestis Consulum Andegavorum, Chroniques d'Anjou, dalla sua ultima moglie Bertrada di Montfort, figlia terzogenita del signore di Montfort, Simone I (1025 circa - 25 settembre 1087), citata per la verità dalla Chronica de Gestis Consulum Andegavorum, Chroniques d'Anjou, come sorella del signore di Montfort, Amalrico (Bertrada era sorellastra di Amalrico II e sorella di Amalrico III) e della sua terza moglie, Agnese d'Évreux.
 Elia era fratello di Goffredo il Bello, capostipite dei Plantageneti.

## Biografia
I rapporti tra la contea d'Angiò ed il ducato di Normandia che da oltre 50 anni erano conflittuali, tali continuarono a essere tra suo padre, Folco il Giovane, ed il duca di Normandia e re d'Inghilterra, Enrico I Beauclerc, che cercava di rientrare in possesso del Maine, che suo fratello, Roberto II di Normandia aveva perso, nel 1069; secondo Orderico Vitale, però, nel febbraio 1113, nella località di Petra Peculata, vicino ad Alençon, fu trovata una soluzione diplomatica: Folco ricevette la contea del Maine da Enrico I, gli giurò fedeltà e fu concordato il matrimonio tra Guglielmo Adelin, erede di Enrico I e la sua primogenita di Folco, Alice, con l'accordo che Alice, alla morte della madre Eremburga, avrebbe ereditato la contea del Maine. Il matrimonio tra Alice, la figlia primogenita di Folco V d'Angiò, che, al momento del matrimonio, assunse il nome di Matilde, con Guglielmo, l'unico legittimo figlio maschio ed erede di Enrico I Beauclerc ebbe luogo a Lisieux, nel giugno del 1119.
Suo padre, Folco il Giovane, nel 1120, combinò il matrimonio tra Elia e Filippina di Perche, figlia di Rotrou III, conte di Perche, come ci conferma Guglielmo di Tiro, e della sua seconda moglie, Matilde, una figlia illegittima di Enrico I Beauclerc, con la promessa che la contea sarebbe andata ad Elia al momento della successione; il patto, però, non fu mantenuto, in quanto il suocero si era sposato in terze nozze ed aveva lasciato i suoi titoli ai figli nati nel terzo matrimonio. A conferma dell'impegno di matrimonio il conte Rotrou III fece una donazione all'abbazia di Sainte-Trinité de Tiron, in cui cita Elia come genero (genere mei Helie).
Suo padre, Folco il Giovane, garantita la pace col ducato di Normandia, sempre nel 1120, si recò, in pellegrinaggio, in Terra santa, accompagnato dalla moglie Eremburga e dai due figli maschi, Goffredo ed Elia. Secondo Guglielmo di Malmesbury, però dovette rientrare nei suoi possedimenti a causa della morte del genero, Guglielmo Adelin. Guglielmo Adelin era perito, il 25 novembre 1120, al largo della costa normanna del Cotentin, nel naufragio notturno, a causa dell'urto contro uno scoglio affiorante della Nave Bianca, come ci narra Guglielmo di Malmesbury, nel paragrafo 419. La morte di Guglielmo vanificò il tentativo di pacificazione, riaprendo il contenzioso tra Folco il Giovane ed Enrico I, circa la dote di Matilde (Alice), la contea del Maine, come accenna Guglielmo di Malmesbury, nel paragrafo 419.
I rapporti tra Angiò e Normandia, per via del Maine, divennero nuovamente tesi, ma, dopo alcuni anni di tensioni, i rapporti tra Folco il Giovane ed Enrico I si appianarono in seguito ad un nuovo accordo di fidanzamento, nel 1127, seguito poi, nel giugno del 1128, a Le Mans, dal matrimonio tra Goffredo Plantageneto, il figlio di Folco il Giovane con la figlia di Enrico, Matilda (la sorella di Guglielmo Adelin), rimasta l'unica discendenza legittima del Re d'Inghilterra e duca di Normandia, Enrico I Beauclerc e di Matilde di Scozia, come ci confermano sia Orderico Vitale, nel libro XII del suo Historia ecclesiastica, che l'arcivescovo, Guglielmo, della città di Tiro, nell'odierno Libano, nel suo Historia rerum in partibus transmarinis gestarum.
Quando il re di Gerusalemme, Baldovino II dovette scegliere un marito per la figlia primogenita, Melisenda (1101 - 1161) che, in mancanza di eredi maschi, aveva dichiarato sua erede, Folco fu scelto, con il consenso dei signori del regno di Gerusalemme, per il fatto che già conosceva la Terra Santa, perché lo avevano visto combattere ed infine perché vantava una quasi ventennale esperienza nel governo di Angiò e Maine, come ci conferma anche Guglielmo di Tiro.
All'inizio del 1129, Folco il Giovane lasciò dunque i suoi feudi francesi al figlio Goffredo e si trasferì a Gerusalemme, sposando Melisenda, il 2 giugno 1129. Goffredo quindi divenne conte d'Angiò e del Maine, anche se Elia reclamava per sé la contea del Maine e molto spesso, come ci conferma la Chronica de Gestis Consulum Andegavorum, Chroniques d'Anjou, ne fece richiesta al fratello. Dopo che Goffredo in nome della moglie Matilde aveva conquistato, nel 1144, il ducato di Normandia, Elia, nel 1145, si ribellò apertamente, ma Goffredo lo sconfisse e, sempre secondo la Chronica de Gestis Consulum Andegavorum, Chroniques d'Anjou, lo imprigionò, tenendolo in carcere in Turenna per parecchio tempo.
Solo, dopo essere stato liberato, Elia entrò in possesso della contea del Maine, come Elia II, anche se nel documento n° XIV, datato verso la fine del 1150, del Recueil des actes de Henri II roi d´Angleterre et duc de Normandie, Tome I. suo nipote, il Duca di Normandia, Enrico II, lo cita come (Helias frater ducis) fratello del duca, Goffredo. Elia fu conte per poche settimane perché morì non molto tempo dopo, per una grave malattia che aveva contratto durante la prigionia, secondo il Chronicon Vindocinense, Elia morì lo stesso anno del fratello Goffredo il Bello, nel 1151,, mentre a pagina 188 dell'Obituaires de Sens Tome IV, Prieuré de Fontaines, viene precisato che morì il 15 gennaio.
Alla sua morte, dato che aveva lasciato un'erede femmina in tenera età, la contea fu occupata dal nipote, Enrico II Plantageneto

## Matrimonio e discendenza
Elia II da Filippina ebbe una figlia:
- Beatrice, che, secondo la Chronique de Robert de Torigni, abbé de Mont-Saint-Michel,Tome II, sposò Giovanni I, conte d'Alençon[20].

## Ascendenza
|                            |                                            |                                                       | Genitori                                    |  |  | Nonni |  |  | Bisnonni                       |  |  | Trisnonni                        |  |
|                            |                                            |                                                       |                                             |  |  |       |  |  | Goffredo II, Conte di Gâtinais |  |  | Ugo di Perche, Conte di Gâtinais |  |
|                            |                                            |                                                       |                                             |  |  |       |  |  | Goffredo II, Conte di Gâtinais |  |  | Ugo di Perche, Conte di Gâtinais |  |
|                            |                                            | Beatrice Macon                                        |                                             |  |  |       |  |  | Goffredo II, Conte di Gâtinais |  |  |                                  |  |
| Folco IV d'Angiò           |                                            |                                                       |                                             |  |  |       |  |  | Goffredo II, Conte di Gâtinais |  |  |                                  |  |
|                            |                                            | Ermengarda detta Bianca d'Angiò, Duchessa di Borgogna | Folco III Nerra o "il Nero"                 |  |  |       |  |  |                                |  |  |                                  |  |
|                            |                                            | Ermengarda detta Bianca d'Angiò, Duchessa di Borgogna | Folco III Nerra o "il Nero"                 |  |  |       |  |  |                                |  |  |                                  |  |
|                            |                                            | Ermengarda detta Bianca d'Angiò, Duchessa di Borgogna | Ildegarda di Sundgau                        |  |  |       |  |  |                                |  |  |                                  |  |
| Folco V d'Angiò            |                                            | Ermengarda detta Bianca d'Angiò, Duchessa di Borgogna |                                             |  |  |       |  |  |                                |  |  |                                  |  |
|                            |                                            | Simone I di Montfort                                  | Amalrico I di Montfort                      |  |  |       |  |  |                                |  |  |                                  |  |
|                            |                                            | Simone I di Montfort                                  | Amalrico I di Montfort                      |  |  |       |  |  |                                |  |  |                                  |  |
|                            |                                            | Simone I di Montfort                                  | Bertrada di Gometz                          |  |  |       |  |  |                                |  |  |                                  |  |
| Bertrada di Montfort       |                                            | Simone I di Montfort                                  |                                             |  |  |       |  |  |                                |  |  |                                  |  |
|                            |                                            | Agnese d'Evreux                                       | Riccardo, conte d'Évreux                    |  |  |       |  |  |                                |  |  |                                  |  |
|                            |                                            | Agnese d'Evreux                                       | Riccardo, conte d'Évreux                    |  |  |       |  |  |                                |  |  |                                  |  |
|                            |                                            | Agnese d'Evreux                                       | Godehilde                                   |  |  |       |  |  |                                |  |  |                                  |  |
| Elia II del Maine          |                                            | Agnese d'Evreux                                       |                                             |  |  |       |  |  |                                |  |  |                                  |  |
|                            | Giovanni di Baugency, Signore de la Flèche | Lancelin I de Baugency, Signore de la Flèche          |                                             |  |  |       |  |  |                                |  |  |                                  |  |
|                            | Giovanni di Baugency, Signore de la Flèche | Lancelin I de Baugency, Signore de la Flèche          |                                             |  |  |       |  |  |                                |  |  |                                  |  |
|                            | Giovanni di Baugency, Signore de la Flèche | Haberge (possibile)                                   |                                             |  |  |       |  |  |                                |  |  |                                  |  |
| Elia I del Maine           | Giovanni di Baugency, Signore de la Flèche |                                                       |                                             |  |  |       |  |  |                                |  |  |                                  |  |
|                            |                                            | Paule del Maine                                       | Eriberto I del Maine                        |  |  |       |  |  |                                |  |  |                                  |  |
|                            |                                            | Paule del Maine                                       | Eriberto I del Maine                        |  |  |       |  |  |                                |  |  |                                  |  |
|                            |                                            | Paule del Maine                                       | Paule de Preuilly (possibile)               |  |  |       |  |  |                                |  |  |                                  |  |
| Eremburga del Maine        |                                            | Paule del Maine                                       |                                             |  |  |       |  |  |                                |  |  |                                  |  |
|                            |                                            | Gervais II, Signore di Château-du-Loir                | Robert Brochard, Signore di Château-du-Loir |  |  |       |  |  |                                |  |  |                                  |  |
|                            |                                            | Gervais II, Signore di Château-du-Loir                | Robert Brochard, Signore di Château-du-Loir |  |  |       |  |  |                                |  |  |                                  |  |
|                            |                                            | Gervais II, Signore di Château-du-Loir                | Elisabeth                                   |  |  |       |  |  |                                |  |  |                                  |  |
| Matilda di Château-du-Loir |                                            | Gervais II, Signore di Château-du-Loir                |                                             |  |  |       |  |  |                                |  |  |                                  |  |
|                            |                                            | Eremburga                                             | …                                           |  |  |       |  |  |                                |  |  |                                  |  |
|                            |                                            | Eremburga                                             | …                                           |  |  |       |  |  |                                |  |  |                                  |  |
|                            |                                            | Eremburga                                             | Mathilde                                    |  |  |       |  |  |                                |  |  |                                  |  |
|                            |                                            | Eremburga                                             |                                             |  |  |       |  |  |                                |  |  |                                  |  |

### Fonti primarie
- (LA)  Orderici Vitalis, Historia Ecclesiastica, tomus II.
- (LA)  Orderici Vitalis, Historia Ecclesiastica, tomus unicus.
- (LA)  Monumenta Germaniae Historica, Scriptores, tomus XXIII.
- (LA)  Chronica de Gestis Consulum Andegavorum, Chroniques d'Anjou.
- (LA)  Historia Rerum in partibus transmarinis gestarum.
- (LA)  Guglielmo di Malmesbury, Gesta Regum Anglorum.
- (LA)  Cartulaire de l'abbaye cardinale de la Trinité de Vendôme, Tomes IV.
- (LA)  Recueil des actes de Henri II roi d´Angleterre et duc de Normandie, Tome I.
- (LA)  Guglielmo di Malmesbury, Gesta Regum Anglorum.
- (LA)  Cartulaire de l'abbaye de la Sainte-Trinité de Tiron, Tome I.
- (LA)  Chronique de Robert de Torigny, Vol. II.

### Letteratura storiografica
- Charles Lethbridge kingsford, "Il regno di Gerusalemme, 1099-1291", cap. XXI, vol. IV (La riforma della chiesa e la lotta fra papi e imperatori) della Storia del Mondo Medievale, 1999, pp. 757–782.
- William John Corbett, "Inghilterra, 1087-1154", cap. II, vol. VI (Declino dell'impero e del papato e sviluppo degli stati nazionali) della Storia del Mondo Medievale, 1999, pp. 56–98.